# Parabuthus gracilis
Espèce
Parabuthus gracilis est une espèce de scorpions de la famille des Buthidae.

## Distribution
Cette espèce est endémique de Namibie. Elle se rencontre dans les régions d'Erongo et de Kunene.

## Habitat
Cette espèce se rencontre dans le sable du désert du Namib.

## Publication originale
- Lamoral, 1979 : « The scorpions of Namibia (Arachnida: Scorpionida). » Annals of the Natal Museum, vol. 23, no 3, p. 497-784 (texte intégral).